# Mogilnoforfalskningen
Mogilnoforfalskningen  (polsk: falsyfikat mogileński) er et middelalderligt dokument, angiveligt udstedt i Płock i 1065. Det er dog sandsynligvis udgivet i midten af det 12. århundrede (ca. 1155). Dokumentet specificerede nyerhvervede ejendomme af et Benediktinerkloster beliggende i Mogilno, Kongeriget Polen. Blandt klosterets ejendomme var 23 byer fra Storpolen og Kujawy, syv landsbyer fra Masovien, og indkomsten fra fem gorder, beliggende i Ziemia, i Łęczyca og Sieradz.
Ifølge en senmiddelalderkrøniker Jan Długosz blev dokumentet udstedt og underskrevet af kong Bolesław 2. af Polen. Denne teori blev modbevist af forskere, som hævder, at Mogilnoforfalskningen kommer fra midten af det 12. århundrede, hvor den polske romersk-katolske kirkes organisationsstruktur blev genopbygget.
Forfalskningen  forblev, uanset dens alder, en af de vigtigste kilder, der beskriver de tidlige middelalderlige bosættelser i det nordlige og centrale Polen. Flere steder blev først nævnt i dette dokument. Blandt dem er Grudusk, Zakroczym, Serock, Rypin, Steklin, Sierpc, Nowy Raciąż, Szreńsk, Ciechanów, Stupsk, Grzebsk, Nasielsk, Wyszogród, Płock, Dobrzyń, Włocławek, Przypust, Słońsk  Ciechrz og Serock (Syrozch).